# Mitzi Gaynor

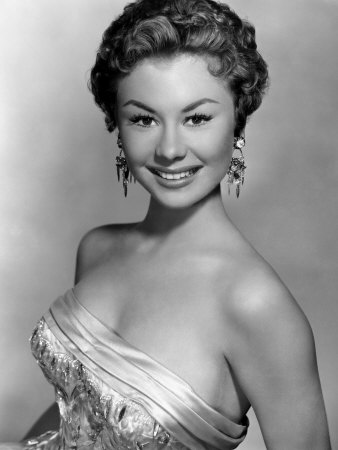
Mitzi Gaynor (etwa 1954)

Mitzi Gaynor (* 4. September 1931 in Chicago, Illinois, als Francesca Marlene de Czanyi von Gerber; † 17. Oktober 2024 in Los Angeles, Kalifornien) war eine US-amerikanische Schauspielerin, Sängerin und Tänzerin. Ihre bekannteste Rolle hatte sie 1958 in der Verfilmung des Musicals South Pacific.

## Biografie
Gaynors entstammte einer Künstlerfamilie: ihr Vater Henry von Gerber war ein gebürtig aus Ungarn stammender Cellist, ihre Mutter Pauline eine Tänzerin. Gaynor wurde als Kind zur Ballerina ausgebildet und besuchte die High School in Hollywood zusammen mit dem späteren Filmschauspieler Stuart Whitman und dem späteren Postmaster General Anthony M. Frank. Ihre Karriere begann sie als Chortänzerin. Im Jahr 1949 machte sie ihr Filmdebüt in einem Kurzfilm. Bereits im folgenden Jahr hatte sie in My Blue Heaven an der Seite von Betty Grable eine größere Nebenrolle. 1952 war sie Teil des Starensembles der Liebeskomödie Wir sind gar nicht verheiratet.
Im Verlauf der 1950er-Jahre wurde Gaynor zu einem Star des Hollywood-Musikfilms. Sie spielte, sang und tanzte – oft zusammen mit bekannten männlichen Musical-Stars – in einer Reihe von Musicalverfilmungen. Darunter waren Rhythmus im Blut (1954) zusammen mit Ethel Merman und Marilyn Monroe (mit Musik von Irving Berlin), Die Girls (1957, Regie: George Cukor) zusammen mit Gene Kelly und Kay Kendall und die Anything-Goes-Verfilmung Broadway-Zauber (1956) zusammen mit Bing Crosby und Donald O’Connor. Sie drehte mit weiteren berühmten Kollegen wie Ginger Rogers, Frank Sinatra, David Niven, Dan Dailey und Oscar Levant.
Ihre wahrscheinlich berühmteste Rolle hatte Mitzi Gaynor 1958 als Navy-Krankenschwester Nellie Forbush in der Verfilmung des Musicals South Pacific von Richard Rodgers und Oscar Hammerstein II, eines der erfolgreichsten Musicals aller Zeiten. Für ihren Beitrag wurde sie für einen Golden Globe Award in der Kategorie Beste Hauptdarstellerin – Komödie oder Musical nominiert. In dieser Zeit war sie bei dem späteren Filmklassiker Manche mögen’s heiß ursprünglich für die Rolle der Sugar vorgesehen, ehe der noch größere Star Marilyn Monroe zusagte.
Gaynor Filmkarriere endete relativ rasch, da sie sich in Folge des weitgehenden Niedergangs des klassischen Hollywood-Musicals nicht als Filmstar in anderen Genres etablieren konnte. 1960 spielte sie in der britischen Produktion Ein Geschenk für den Boß (1960, Regie: Stanley Donen) zusammen mit Yul Brynner und Noël Coward und der Filmmusik von Jimmy Van Heusen und Sammy Cahn. Ihr letzter von insgesamt 19 Filmen war 1963 Ein Fuchs geht in die Falle, in dem sie Filmpartnerin von Kirk Douglas war.
Nach ihrer aktiven Filmkarriere blieb Gaynor weiterhin im Showgeschäft. Ab den frühen 1960er-Jahre wurde sie ein beliebter Showact in Las Vegas und verdiente 1968 rund 45.000 Dollar in der Woche. Ein für damalige Verhältnisse relativ freizügiger Auftritt in der Ed Sullivan Show sorgte für Aufregung. In den 1960ern wollten selbst die Beatles Autogrammkarten von ihr, als sie mit ihr zusammentrafen. In den späten 1960er- sowie den 1970er-Jahren führte sie durch eine Reihe von Fernsehspecials bei CBS Television, in denen sie ihre tänzerischen und gesanglichen Fähigkeiten unter Beweis stellen konnte. Für ein letztes Fernsehspecial, Mitzi Gaynor Razzle Dazzle: The Special Years, wurde sie 2008 mit einem Emmy ausgezeichnet. Auch trug sie Songs bei mehreren Oscarverleihungen vor.
Gaynor war von 1954 bis zu dessen Tod 2006 mit Jack Bean verheiratet, der zugleich als ihr Manager fungierte. Sie starb im Oktober 2024 im Alter von 93 Jahren. An Gaynor erinnert ein Stern auf dem Hollywood Walk of Fame.

## Filmografie
- 1949: It’s Your Health
- 1950: My Blue Heaven
- 1951: Take Care of My Little Girl
- 1951: Golden Girl
- 1952: Wir sind gar nicht verheiratet (We’re Not Married!)
- 1952: Bloodhounds of Broadway
- 1953: The I Don’t Care Girl
- 1953: Down Among the Sheltering Palms
- 1954: Drei aus Texas (Three Young Texans)
- 1954: Rhythmus im Blut (There’s No Business Like Show Business)
- 1956: Die falsche Eva (The Birds and the Bees)
- 1956: Broadway-Zauber (Anything Goes)
- 1957: Schicksalsmelodie (The Joker Is Wild)
- 1957: Die Girls (Les Girls)
- 1958: South Pacific
- 1959: Ehegeheimnisse (Happy Anniversary)
- 1960: Ein Geschenk für den Boß (Surprise Package)
- 1963: Der Fuchs geht in die Falle (For Love or Money)

## Diskographische Hinweise
- Irving Berlin / Ethel Merman, Donald O’Connor, Dan Dailey, Johnnie Ray, Mitzi Gaynor, Dolores Gray with the 20th Century-Fox Symphony Orchestra & Chorus: Irving Berlin's There's No Business Like Show Business (Decca, 1954)
- Bing Crosby, Donald O’Connor, Zizi Jeanmaire, Mitzi Gaynor, Phil Harris: Anything Goes (Decca, 1956)
- Gene Kelly, Kay Kendall, Mitzi Gaynor, Taina Elg & Judy Garland: Les Girls (MGM, 1957)
- Mitzi (Verve, 1959)